# Ovesná Lhota
Ovesná Lhota – wieś i gmina w Czechach, w powiecie Havlíčkův Brod, w kraju Wysoczyna. 1 stycznia 2014 liczyła 193 mieszkańców.